# لوونورژسترول
 لوونورژسترول (به انگلیسی: Levonorgestrel)
رده درمانی: هورمونهای جنسی زنانه
اشکال دارویی: قرص، ایمپلنت

## موارد مصرف
لوونورژسترول در ترکیب داروهای پیشگیری از حاملگی (OCP) و به صورت قرصهای (ECPs) (قرصی که پس از مقاربت کنترل نشده مصرف می‌شود تا از بارداری جلوگیری شود) به کار می‌رود.

## مکانیسم اثر
لوونورژسترول نوعی پروژسترون صناعی (پروژستین) است. این ماده اثرات پروژسترونی بسیار قوی، اثرات آندروژنیک ضعیف و اثرات مینرالوکورتیکوئیدی بسیار ضعیف دارد.این دارو با جلوگیری از ترشح گونادوتروپین‌ها از هیپوفیز قدامی، تخمک‌گذاری و بلوغ فولیکولی را مهار می‌کند. لوونوژسترل همچنین با افزایش چسبندگی مخاط گردن رحم و ایجاد تغییر در آندومتر مانع باروری و لانه گزینی می‌گردد.

## عوارض جانبی
نامنظم شدن قاعدگی، تهوع، استفراغ، سردرد، احساس ناراحتی در پستان، افسردگی، اختلالات پوستی، تغییرات وزن بدن، اولیگومنوره و منوراژی.